# Bohumil Král

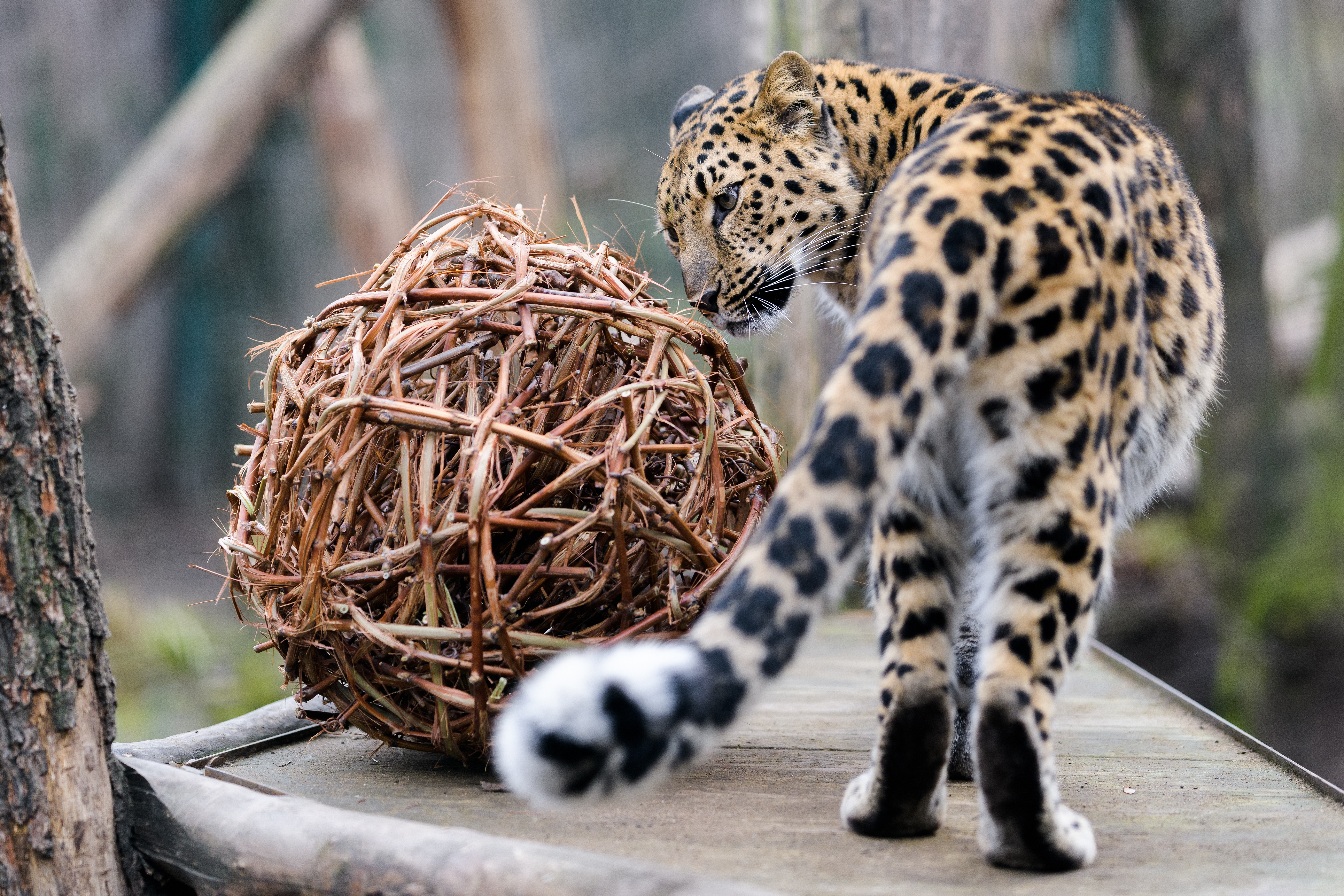
Levhart mandžuský v Zoo Praha

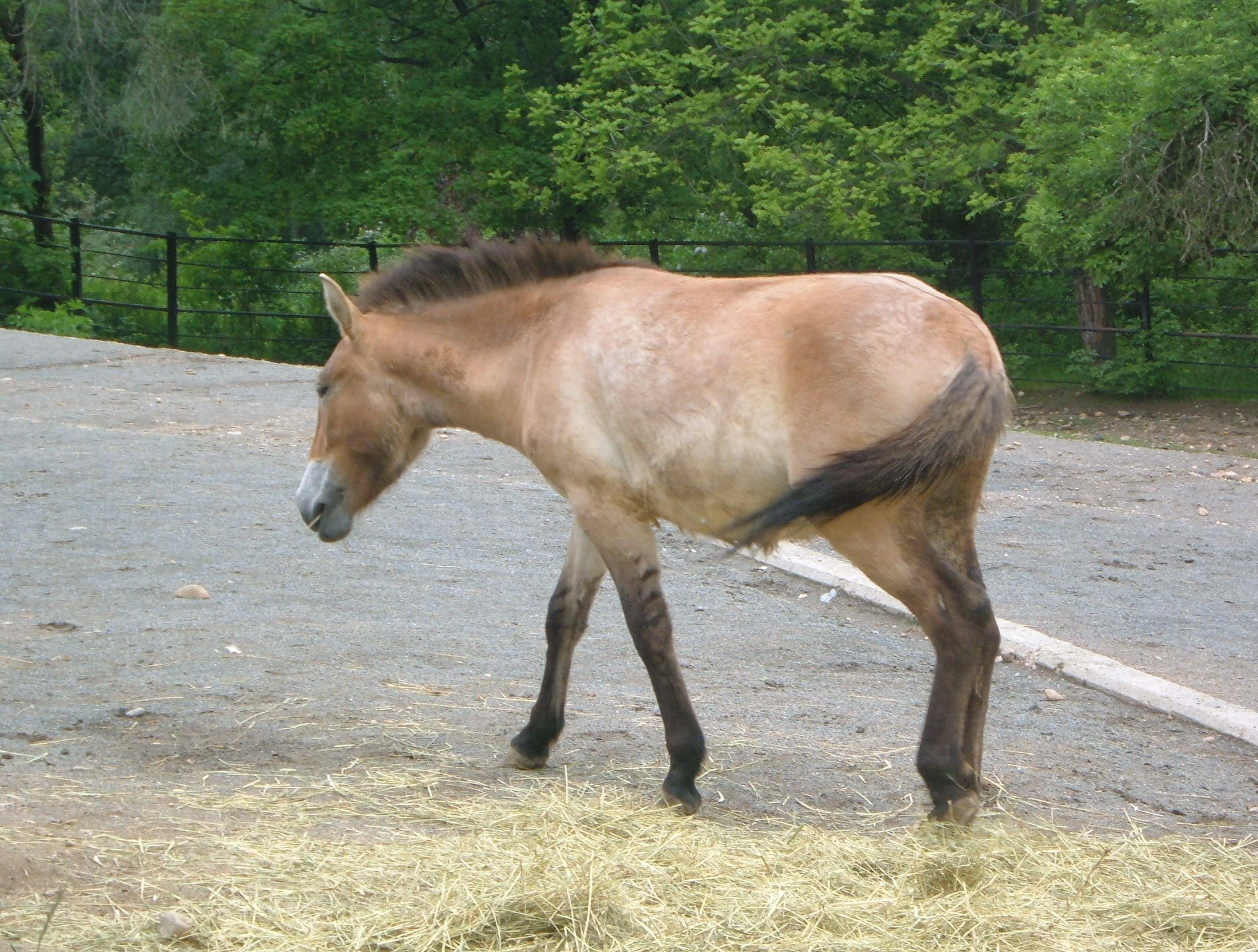
Kůň Převalského v Zoo Praha

Bohumil Král (4. ledna 1941 Praha – 13. listopadu 2020) byl přírodovědec, zoolog, v letech 1990 až 1997 ředitel Zoo Praha. Mezi lety 1998 a 2020 působil (prakticky až do své smrti) v Zoo Brno. Byl činný v mnoha mezinárodních organizacích souvisejících se zoologickými zahradami a akvárii. Od roku 2014 byl držitelem vyznamenání (ceny) „Bílý slon“ za celoživotní práci pro české zoologické zahrady.

## Život
Bohumil Král se narodil 4. ledna 1941 v Praze. Studium systematické zoologie na Přírodovědecké fakultě Univerzity Karlovy v Praze dokončil v roce 1963. Kandidátskou práci obhájil o šest let později (v roce 1969) a titul RNDr. získal na Přírodovědecké fakultě Univerzity Karlovy až v roce 1984. Od roku 1987 začal pracovat jako jako hlavní zoolog v Zoo Brno. Pracoval nejprve jako vědecký pracovník Akademie věd České republiky v Brně. V roce 1989 přešel z brněnské Akademie věd do pražské zoologické zahrady, kde pracoval nejprve rok jako zoolog. O rok později (v roce 1990) stanul RNDr. Bohumil Král v čele této instituce a funkci ředitele pražské zoo vykonával po dobu následujících 7 let (v letech 1990 až 1997). Pod jeho vedením se zoo v Praze zapojila do široké mezinárodní spolupráce a rovněž se podílela na založení Evropské asociace zoologických zahrad a akvárií (EAZA = European Association of Zoos and Aquaria).
Nezanedbatelný podíl na úspěšném chovu levharta mandžuského v Zoo Praha měl právě i RNDr. Bohumil Král, když se jako tehdejší ředitel zasadil (v letech 1992 a 1993) o dovoz dvou mladých samic Koryo a Kuli z Korey, což znamenalo významné genetické obohacení chovu tohoto vzácného levharta v Evropě.
A byl to právě ředitel RNDr. Bohumil Král, za jehož vedení se Zoo Praha snažila v první polovině 90. let 20. století o zorganizování reintrodukčního transportu několika (8 až 10) pražských koní Převalského do mongolské polopouštní lokality Tachin Tal v národním parku Gobi B. Tehdejší spory mezi ředitelem nadace COS Christianem Oswaldem a koordinátorkou chovu dr. Waltraut Zimmermannovou ze zoo v Kolíně nad Rýnem měly ale za následek vyloučení dr. Evžena Kůse (správce mezinárodní plemenné knihy v Zoo Praha) z pracovní skupiny GMPHWG. Po tomto incidentu musela Zoo Praha (jako čerstvý člen EAZA) z taktických důvodů od celého projektu ustoupit a účast českých odborníků i koní tak byla na několik let odložena. (Spor Oswald versus Zimmermannová (respektive Kölner Zoo) měl dokonce soudní dohru, ale nakonec celá tato causa po několika letech skončila smírem.)
Za svůj život navštívil RNDr. Bohumil Král přes 400 zoologických zahrad po celém světě. Za jeho působení v Zoo Praha vznikla též myšlenka vybudovat Indonéskou džungli, která byla v letech 2002 až 2004 realizována až jeho nástupcem v podobě biotopového pavilonu postaveného na místě 50 let starého pavilonu opic. V červnu roku 1997 byl ve funkci ředitele vystřídán Petrem Fejkem který stál v čele Zoo Praha až do konce října roku 2009. Do Zoo Brno se RNDr. Bohumil Král vrátil koncem roku 1998 a to na pozici zoologického ředitele.
RNDr. Bohumil Král byl též dlouholetým prezidentem Unie českých a slovenských zoologických zahrad (UCSZOO), která sdružuje 16 českých a 4 slovenské zoologické zahrady. Byl rovněž členem Mezinárodní unie ředitelů zoologických zahrad. Byl rovněž čestným členem Světové asociace zoo a akvárií, Unie českých a slovenských zoologických zahrad a Euroasijské regionální asociace zooparků a akvárií. Za svoji celoživotní práci pro české zoologické zahrady obdržel v roce 2014 cenu (vyznamenání) „Bílý slon“. Ještě v roce 2020 pracoval v Zoo Brno v útvaru zahraniční spolupráce.
RNDr. Bohumil Král (dlouholetý zaměstnanec Zoo Brno) zemřel ve věku 79 let v ranních hodinách v pátek dne 13. listopadu 2020.
| Ředitelé Zoo Praha                                        | Ředitelé Zoo Praha                                    | Ředitelé Zoo Praha                                     |
| --------------------------------------------------------- | ----------------------------------------------------- | ------------------------------------------------------ |
| Předchůdce: (25. ledna 1990 – 15. června 1990) Jiří Felix | (15. června 1990 – 3. června 1997) RNDr. Bohumil Král | Nástupce: (4. června 1997 – 31. října 2009), Petr Fejk |